# Uniwersytet Johanna Wolfganga Goethego we Frankfurcie nad Menem
Uniwersytet Johanna Wolfganga Goethego we Frankfurcie (niem. Johann Wolfgang Goethe-Universität Frankfurt am Main), skrótowo Uniwersytet we Frankfurcie nad Menem (nazwa oficjalna do 1932), Uniwersytet Frankfurcki – niemiecki uniwersytet założony w 1914 we Frankfurcie nad Menem i w 1932 nazwany imieniem Johanna Wolfganga Goethego, najsłynniejszego mieszkańca tego miasta.
Na uczelni studiuje blisko 36 000 studentów, z czego 4450 zagranicznych, i 2500 doktorantów (dane z 2010).

## Wydziały
1. nauk prawnych
2. nauk ekonomicznych
3. nauk społecznych
4. pedagogiki
5. psychologii i sportu
6. teologii protestanckiej
7. teologii katolickiej
8. filozofii i historii
9. lingwistyki i kulturoznawstwa
10. filologii współczesnych
11. nauk o Ziemi i geografii
12. informatyki i matematyki
13. fizyki
14. biochemii, chemii i farmacji
15. nauk biologicznych
16. medycyny

## Lokalizacje

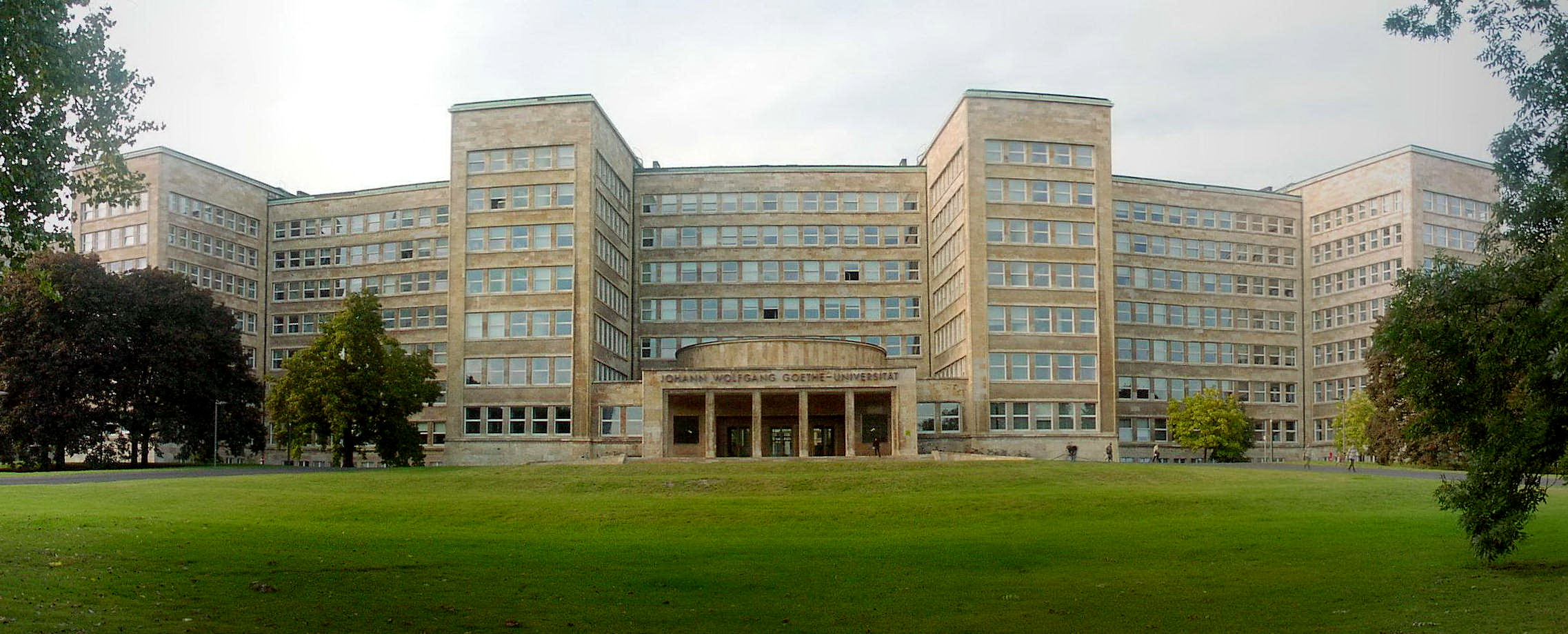
Kampus Westend (budynek po IG Farben)

Uniwersytet Johana Wolfganga Goethego we Frankfurcie nad Menem posiada cztery kampusy w różnych częściach miasta: Bockenheim, Niederrad, Riedberg, Westend.
Obecnie większość infrastruktury uniwersyteckiej z kampusu Bockehneim jest przenoszona do rozbudowujących się kampusów Westend i Riedberg.
Uniwersytet dysponuje także kompleksem sportowym w dzielnicy Ginnheim, w pobliżu osiedla akademików, oraz ogrodem botanicznym w pobliżu Palmengarten.